# Z'micer Lichtarovič
Zʹmicer Jaŭhenavič Lichtarovič (in bielorusso Зьміцер Яўгенавіч Ліхтаровіч?, in russo Дмитрий Евгеньевич Лихтарович?, Dmitrij Evgen'evič Lichtarovič; Mahilëŭ, 1º marzo 1978) è un allenatore di calcio ed ex calciatore bielorusso, di ruolo centrocampista, vice-allenatore del BATĖ Borisov II.

## Carriera

### Club
Dopo aver giocato con il Dnjapro Mahilëŭ, nel 2001 si trasferisce al BATE Borisov, squadra di cui rimane a far parte fino al ritiro nel 2016.

### Nazionale
Nel 2001 ha rappresentato la Nazionale bielorussa.

## Palmarès
- Campionato bielorusso: 7

Dnepr Mogilev: 1998
BATE: 2002, 2006, 2007, 2008, 2009, 2013
- Coppa di Bielorussia: 1

BATE: 2006